# Mutla
Mutla se nalazi u muhafazi Al Jahra. To je najviša točka u Kuvajtu, na 306 metara nadmorske visine.
Tijekom Zaljevskog rata, iračke vojne snage nalazile su se na Mutli i planirale su lansirati bombe na Saudijsku Arabiju. U veljači 1991., američki zrakoplovi napali su iračke snage u povlačenju u smjeru Basre na autocesti smrti.
Koalicijske snage kasnije se iskoristile ovu kamenu hrid kao komunikacijski toranj za telekomunikaciju s vojnicima u Iraku.
Tijekom operacije "Pustinjsko proljeće" 2003., američke snage branile su Mutlu u slučaju iračkoga protunapada.